# Joe Manchin
Joseph Manchin III (nascido em 24 de agosto de 1947) é um político americano que serve como Senador dos Estados Unidos pela Virgínia Ocidental, um assento que ocupa desde 2010. Ele também serviu como 34º governador da Virgínia Ocidental de 2005 a 2010 e na Câmara dos Delegados do seu estado de 1982 a 1986. Foi, por boa parte da vida, membro do Partido Democrata, mas desde 2024 se registrou como independente.
Manchin chama a si mesmo como um "democrata conservador moderado", sendo considerado como um dos democratas com posições mais conservadoras no Senado, especialmente na área social. A Virgínia Ocidental é considerado um estado firmemente Republicano, mas Manchin conseguiu fazer uma carreira política de sucesso por lá em quase quarenta anos de serviço na vida pública. Ele foi eleito governador do estado em 2004, sendo reeleito em 2008 (em ambos esses anos um republicano candidato a presidência da república venceu no estado). Manchin foi eleito para o Senado em 2010, após a morte de Robert Byrd, sendo eleito com 54% dos votos. Ele foi reeleito mais duas vezes, em 2012 e 2018.
Como membro do Congresso, Manchin é conhecido por sempre buscar apoio bipartidário em questões legislativas, votando e trabalhando com colegas Republicanos. Entre as principais questões políticas que manteve no Senado está restrição ao aborto, a defesa do direito ao posse de armas e uma política externa não intervencionista. Ele se opôs a maioria das políticas de energia propostas pelo presidente Barack Obama, foi contra a revogação da lei Don't ask, don't tell de 2010, votou por cortar fundos federais para a organização Planned Parenthood em 2015 e apoiou diversas políticas do presidente Donald Trump, votando a favor de quase todas as suas indicações para gabinete e juízes federais, incluindo a nomeação para a Suprema Corte de Brett Kavanaugh. Ainda assim, Manchin votou contra as tentativas dos republicanos de revogar o Patient Protection and Affordable Care Act (Obamacare), mudou de opinião quanto ao Planned Parenthood ao vetar corte de dinheiro federal para a organização em 2017 e ainda votou contra o plano republicano de corte de impostos naquele mesmo ano. Ele costuma não se alinhar a ala mais progressista do seu partido, não apoiando questões como Medicare For All (um sistema federal de saúde pública gerida pelo governo federal), a abolição do sistema de filibuster no senado, aumentar o número de cadeiras na Suprema Corte e tentativas de cortar fundos federais para as forças policiais estaduais. Ele também defende a retirada unilateral das forças americanas do Afeganistão e se opôs a intervenção militar na Síria. De 2017 a 2020, Manchin votou a favor de metade das posições do então presidente Trump, mais do que qualquer outro democrata no Congresso.
Até 2021, ele era o único democrata com cargo estadual na Virgínia Ocidental. Além disso, com o 117º Congresso divido ao meio em linhas partidárias, o voto de Joe Manchin se tornou decisivo, fazendo dele um dos políticos mais influentes em Washington naquele período.